# Maureen McGovern
Maureen Therese McGovern (Youngstown, 27 luglio 1949) è un cantante e attrice statunitense.

## Biografia
McGovern divenne nota al grande pubblico nel 1972, quando incise il brano The Morning After per la colonna sonora de L'avventura del Poseidon; il brano vinse il Oscar alla migliore canzone e la McGovern fu candidata al Grammy Award al miglior artista esordiente nel 1974. Nel 1974 incise We May Never Love Like This Again per il film L'inferno di cristallo e anche questa canzone vinse l'Oscar; incise anche il brano "Wherever Love Takes Me" per il film Gold - Il segno del potere, anch'esso candidato all'Oscar. Dopo lo scadere del contratto con la 20th Century, la cantante attraversò un periodo di crisi economica in cui lavorò come segretaria, prima di incidere alcuni successi musicali minori e recitare nel film L'aereo più pazzo del mondo (1980).
Nel 1981 fece il suo debutto a Broadway nel ruolo di Mabel nell'operetta di Gilbert & Sullivan The Pirates of Penzance. Fu l'inizio di una lunga carriera teatrale che la vide apprezzata protagonista di The Sound of Music (Pittsburgh, 1981), South Pacific (Pittsburgh, 1982), Nine (Broadway, 1982) e Guys and Dolls (Schenectady, 1984). Negli anni 80 tornò anche alla sua carriera da cantante e nel 1989 fece il suo debutto da solista alla Carnegie Hall. Nello stesso anno tornò a Broadway con L'opera da tre soldi di Brecht e Kurt Weill e nel 2005 recitò per l'ultima volta a Broadway nell'adattamento musicale di Piccole Donne. Il musical fu un flop a Broadway, ma Piccole Donne ebbe un successo maggiore nella tournée statunitense, in cui la McGovern tornò a recitare.

## Filmografia parziale

### Cinema
- L'inferno di cristallo (The Towering Inferno), regia di John Guillermin e Irwin Allen (1974)
- L'aereo più pazzo del mondo (Airplane!), regia di Zucker-Abrahams-Zucker (1980)
- L'aereo più pazzo del mondo... sempre più pazzo (Airplane II: The Sequel), regia di Ken Finkleman (1982)

### Televisione
- Pacific Blue - serie TV, 1 episodio (1998)

### Doppiaggio
- Giuseppe - Il re dei sogni (Joseph: King of Dreams), regia di Rob LaDuca e Robert Ramirez (2000)

## Discografia

### Album
- 1973: The Morning After
- 1974: Nice to Be Around
- 1975: Academy Award Performance
- 1979: Maureen McGovern
- 1987: Another Woman in Love
- 1988: State of the Heart
- 1990: Christmas With Maureen McGovern
- 1992: Baby I'm Yours
- 1996: Out of This World (riedito nel 2003 con due bonus track)
- 1997: The Music Never Ends (riedito nel 2003 con tre bonus track)
- 1998: The Pleasure of His Company
- 2003: Works of Heart
- 2008: A Long and Winding Road
- 2016: You Raise Me Up: A Spiritual Journey

### Live
- 1989: Naughty Baby

### Compilations
- 1990: Greatest Hits
- 2005: 20th Century Masters – The Millennium Collection: The Best of Maureen McGovern

## Doppiatrici italiane
- Aurora Cancian in Giuseppe, il re dei sogni
- Paola Folli in Giuseppe, il re dei sogni (canto)